# NGC 4827
NGC 4827 este o liner situată în constelația Părul Berenicei. A fost descoperită în 11 aprilie 1785 de către William Herschel. Se află la o distanță de 113,24 megaparseci de Pământ.